# 대망 (2002년 드라마)
《대망》은 조선시대를 배경으로 경제 이야기와 남자의 야망과 사랑을 바탕으로 한 무협 영상을 선보인 최초의 HD로 제작된 드라마이다. 연출은 김종학, 극본은 송지나이다.

## 제작진
- 연출 : 김종학
- 극본 : 송지나

## 등장 인물

### 주요 인물
- 장혁 : 박재영 역 (아역 맹세창)
- 이요원 : 윤여진 역
- 한재석 : 박시영 역 (아역 장근석)
- 손예진 : 최동희 역

### 주변 인물
- 박상원 : 박휘찬 역 - 박재영의 아버지
- 조민수 : 단애 역 - 본명 분이. 박재영의 생모.
- 견미리 : 유부인 역 - 박휘찬의 아내
- 정성모 : 금평대군 역
- 박영규 : 최선재 역 - 개성상인
- 유선 : 단자연 역 - 단가천의 딸
- 조현재 : 세자 역
- 박정학 : 이수 역 (청년 시절 조인성)
- 정석용 : 단가천 역 - 시영의 무술 스승
- 김미경 : 윤여진의 시종 역
- 장항선 : 변행수 역 - 박휘찬의 조력자
- 임현식 : 두이 역 - 박재영에게 무영이라는 새이름을 줌.
- 홍경인 : 서구 역 - 박재영의 친구
- 이원종 : 스님 역

### 그 외 인물
- 김병기 : 윤인보 역
- 김학철 : 정인교 역
- 이혁재 : 남석 역
- 전창걸
- 송민형
- 양진우
- 정의갑
- 맹봉학
- 장인한 : 양노인 역
- 최일화
- 권용운 : 달석 역
- 이희도 : 덕삼 역
- 최성웅 : 광대패 수장 역
- 박한이 : 최동희 아역
- 김효선 : 매희 역
- 강보경
- 윤예리
- 하대경 : 서구 아버지 역
- 신신범
- 정희태
- 한태일
- 고진명
- 전해룡
- 최윤준
- 정종현
- 양지호
- 윤갑수
- 박규점
- 유순철
- 손호균
- 함석훈
- 구중림

## OST
| #            | 제목                       | 작곡         | 가수            | 재생 시간 |
| ------------ | -------------------------- | ------------ | --------------- | --------- |
| 1.           | 〈Main Title〉             |              | Various Artists | 4:50      |
| 2.           | 〈비망〉                   | 최규성       | 강우진          | 3:40      |
| 3.           | 〈어둠 속의 빛〉           |              | Various Artists | 5:01      |
| 4.           | 〈세상 끝까지〉            |              | 강우진          | 4:05      |
| 5.           | 〈내안의 사랑〉            |              | Various Artists | 2:36      |
| 6.           | 〈화신〉                   |              | 강우진          | 3:35      |
| 7.           | 〈또 다른 나를 위해〉      |              | Various Artists | 4:57      |
| 8.           | 〈푸른 문신〉              |              | 강우진          | 4:33      |
| 9.           | 〈내가 가는 길〉           |              | Various Artists | 5:34      |
| 10.          | 〈언제까지나〉             |              | Various Artists | 3:31      |
| 11.          | 〈지금은〉                 |              | 주리            | 4:02      |
| 12.          | 〈바라볼 수만 있다면〉     |              | Various Artists | 4:47      |
| 13.          | 〈하나이기에 내겐.. 슬픔〉 |              | Various Artists | 4:15      |
| 14.          | 〈열정〉                   | 김준선       | 강우진          | 4:36      |
| 15.          | 〈기도〉                   |              | Various Artists | 3:53      |
| 16.          | 〈마지막 바램〉            |              |                 | 4:13      |
| 총 재생 시간 | 총 재생 시간               | 총 재생 시간 | 총 재생 시간    | 68:08     |

## 결방 사유 및 연장
- 2002년 12월 29일 : SBS 가요대전 1~2부 편성 관계로 결방(전날 23~24회 연속)
- 대망 방영 분량이 24부작에서 2회 연장되어 26부작으로 변경.확정되었다.

## 참고 사항
- 캐스팅 문제로 골머리를 썩였는데 당초 전지현이 윤여진, 이요원이 최동희 역이었으나 전지현이 영화 촬영 스케줄과 겹쳐 고사하자 이요원이 윤여진, 손예진이 최동희 역으로 들어갔다.
- 특정 기획사의 배우 끼워팔기 등으로 따끔한 눈초리를 샀다.[1]
- 이복형제 이야기가 있어서 비난을 샀다.[2]

## 수상
- 2002년 SBS 연기대상 최우수연기상, 10대 스타상 장혁
- 2002년 SBS 연기대상 특별기획 부문 연기상, 10대스타상 한재석
- 2002년 SBS 연기대상 뉴스타상 이요원

## 같이 보기
- 다모
- 해신